# It's Dark and Hell Is Hot
It's Dark and Hell is Hot é o álbum de estréia do rapper americano DMX, lançado em 19 de Maio de 1998 pela Ruff Ryders Entertainment e Def Jam Recordings. O álbum tem quatro singles com video clipes, "Get at Me Dog", "Stop Being Greedy", "How's It Goin' Down" e "Ruff Ryders Anthem". O álbum é largamente considerado um "clássico" por fãs e críticos de hip hop.

## Música

### Estilo
Antes do álbum ser lançado, DMX colaborou com os produtores Irv Gotti, P.K., Dame Grease, e Swizz Beatz. Cada produtor usou seu estilo particular de produção no disco. It's Dark and Hell Is Hot apresenta instrumentais góticos produzidos na maioria por P.K.; DMX canta na maioria sobre violência. DMX é conhecido por sua voz rouca; "latidos e rugidos de cães" podem ser ouvidos através do álbum. Muitas das canções desse disco são feitas de batidas obscuras e letras agressivas, mostrando antecipação de violência. Comparadas a canções nervosas como Intro, faixas como Ruff Ryders Anthem e How It's Going Down tem temas mais leves. O álbum também apresenta faixas mais introspectivas incluindo Let Me Fly e For My Dogs. Damien é uma história, com personagens dublados por DMX mostrando a relação entre o rapper e um homem chamado Damien, com quem DMX faz um pacto involvendo cometer atos de violência em troca de fama e fortuna. A relação é a representação de "vender sua alma ao diabo".

## Recepção
| Críticas profissionais | Críticas profissionais |
| Avaliações da crítica  | Avaliações da crítica  |
| Fonte                  | Avaliação              |
| ---------------------- | ---------------------- |
| Allmusic               | link                   |
| Robert Christgau       | (cut)                  |
| The Daily Vault        | (A-) link              |
| Entertainment Weekly   | (C) link               |
| Q                      | link[ligação inativa]  |
| RapReviews             | link                   |
| Rolling Stone          | link                   |
| The Source             | link                   |
| Yahoo! Music           | (favorável) link       |

A recepção dos críticos foi positiva. Allmusic comentou que "Ao contrário de vários outros hardcore rappers serem mais retóricos do que físicos, DMX emana uma aura agressiva sem nem ao menos dizer uma palavra". A revista de Hip Hop The Source descreveu o álbum como "Uma obra capaz de englobar plenamente o apelo de uma das novas sensações do rap". Referindo-se ao álbum como um dos melhores álbuns de estreia do rap, críticos chamaram o álbum de uma introdução necessária de um dos maiores hardcore rappers da história. DMX foi elogiado por sua imagem, histórias e lirismo.
O álbum também foi um sucesso comercial, estreando no primeiro lugar da Billboard 200 com 251,000 cópias vendidas na primeira semana, e vendendo mais de cinco milhões de cópias no mundo todo, com 4,764,000 milhões vendidas só nos Estados Unidos.

## Faixas
| #  | Título                          | Produtores                 | Participações                     | Duração | Sample(s) |
| -- | ------------------------------- | -------------------------- | --------------------------------- | ------- | --- |
| 1  | "Intro"                         | Irv Gotti and Lil' Rob     |                                   | 4:09    | - Contains a sample of "Beyond Forever", as performed by Mtume - Contains audio excerpts from the film "Tales from the Hood" |
| 2  | "Ruff Ryders' Anthem"           | Swizz Beatz                |                                   | 3:34    | |
| 3  | "Fuckin' wit' D"                | P.K. and Dame Grease       |                                   | 2:18    | - Contains a sample of "Shifting Gears", as performed by John Hammond - Contains a sample of "Rockin' for My Hometown", as performed by K-Solo |
| 4  | "The Storm (Skit)"              |                            |                                   | 1:00    | |
| 5  | "Look thru My Eyes"             | P.K. and Dame Grease       |                                   | 3:50    | |
| 6  | "Get at Me Dog (K-Solo Diss)"   | Dame Grease and P.K        | Sheek Louch                       | 4:03    | - Contains a sample of "Get The Bozack", as performed by EPMD - Contains a sample of "Everything Good To You (Ain't Always Good For You)", as performed by B.T. Express - Contains a sample of "Will They Die 4 U?", as performed by Mase featuring Puff Daddy and Lil' Kim |
| 7  | "Let Me Fly"                    | Dame Grease and Young Lord |                                   | 4:12    | - Contains a sample of "Lo Dudo", as performed by José José |
| 8  | "X-Is Coming"                   | P.K.                       |                                   | 4:18    | |
| 9  | "Damien"                        | Dame Grease                |                                   | 3:42    | |
| 10 | "How's It Goin' Down"           | P.K. and Dame Grease       | Faith Evans                       | 4:42    | |
| 11 | "Mickey" (Skit)                 |                            |                                   | 0:25    | |
| 12 | "Crime Story"                   | Irv Gotti and Lil' Rob     |                                   | 3:47    | - Contains a sample of "Easin In", as performed by Edwin Starr |
| 13 | "Stop Being Greedy"             | P.K. and Dame Grease       |                                   | 3:37    | - Contains a sample of "My Hero Is a Gun", as performed by Diana Ross |
| 14 | "ATF"                           | Dame Grease                |                                   | 1:56    | |
| 15 | "For My Dogs"                   | Dame Grease                | Drag-On, Big Stan, Loose & Kasino | 4:11    | |
| 16 | "I Can Feel It"                 | Dame Grease                |                                   | 4:13    | - Contains a sample of "In The Air Tonight", as performed by Phil Collins |
| 17 | "Prayer (Skit)"                 |                            |                                   | 2:31    | |
| 18 | "The Convo"                     | Dame Grease                |                                   | 3:33    | - Contains a sample of "Nights on Broadway", as performed by The Bee Gees |
| 19 | "Niggaz Done Started Something" | Dame Grease                | The L.O.X. & Mase                 | 5:09    | - Contains a sample of "Mercy Mercy Me (The Ecology)", by Grover Washington, Jr. |

## Paradas
| Tabela (1998)                     | Posição topo |
| --------------------------------- | ------------ |
| Canadian Albums Chart             | 15           |
| U.S. Billboard 200                | 1            |
| U.S. Billboard R&B/Hip-Hop Albums | 1            |

| Precedido por The Limited Series por Garth Brooks | Billboard 200 6–12 de Junho de 1998 | Sucedido por City of Angels por Vários artistas |